# Château Miranda
Château Miranda nebo také Château de Noisy byl neogotický zámek, který stával v obci Celles v provincii Namur v Ardenách v Belgii. Byl oblíbenou a často vyhledávanou lokací milovníků Urbexu. Kvůli nově nabyté popularitě na internetu, která sebou přinesla množství návštěvníků a vandalů, kteří nelegálně vstupovali do nebezpečného objektu se majitelé rozhodli pro jeho demolici. V říjnu roku 2017 byl zámek kompletně srovnán se zemí.

## Historie
Zámek v roce 1866 návrh a vyprojektoval anglický architekt Edward Milner na zakázku rodiny Liedekerke-De Beaufort, která opustila svůj předešlý domov na francouzském zámku Château de Vêves během francouzské revoluce. Milner zemřel před dokončením stavby v roce 1884, po něm pokračoval francouzský architekt Pelchner, který ji podstatně rozšířil. Stavba byla dokončena v roce 1907, poté co byla vystavěna věž s hodinami. Rodině sloužila jako letní rezidence.
Potomci rodiny obývali zámek až do druhé světové války, poté byl zámek zabrán Němci. Na pozemcích zámku se odehrála menší část bitvy v Ardenách.
Po válce se rodina Liedekerke-De Beaufort rozhodla vrátit zpět do Francie. V roce 1950 zámek převzala Národní železniční společnost Belgie (vlámsky: Nationale Maatschappij der Belgische Spoorwegen). Vznikl zde sirotčinec a od roku 1958 i ozdravovna pro nemocné děti fungující až do 70. let 20. století. V zámku bylo ubytováno až 200 dětí od 5 do 14 let. Velká fontána na pozemku za domem byla přebudována na plavecký bazén, kde se děti učily plavat. Během této doby byl zámek přejmenován na Château de Noisy.
Po roce 1990 začali majitelé hledat investora se záměrem udělat ze zámku hotel, ale kvůli vysokým nákladům, které vyžadoval provoz a údržba z plánu sešlo a zámek zůstal opuštěný. V roce 1995 zachvátil část střechy požár, poté majitelé nechali odvézt dřevěné podlahy a mramorové krby. Další ranou pro zámek byla vichřice v roce 2006 po níž část střechy zřítila.  Ačkoli se obec Celles nabídla, že zámek převezme do své správy, rodina tuto nabídku odmítla a stavba zůstala napospas postupnému rozkladu a vandalismu. Zámek byl často vyhledávaný a oblíbený u příznivců Urbexu. Prakticky záhy poté, co byl v 90. letech „znovuobjeven“ a jeho fotografie se objevila na internetu, vzbudil obrovské nadšení. Majitelé na to reagovali větším zabezpečením pozemku, což ovšem zvědavé návštěvníky příliš neodradilo. Poté, co v roce 2014 někdo zámek zapálil se majitelé rozhodli podat v roce 2015 žádost na demoliční výměr. Důvodem demolice byla nebezpečnost stavby. Proti demolici vznikla petice, ale i přesto demoliční práce začaly v roce 2016.

### Demolice
Demolice trvala zhruba rok, počínaje v říjnu 2016 odstraněním střechy. V říjnu 2017 byl zámek již kompletně srovnán se zemí. Poslední části, která šla k zemi, byla ikonická věž s hodinami.

## Ve filmu
- Zámek se objevil jako filmová lokace v americké televizním seriálu Hannibal, kde představuje zámek Lecter v Litvě.[6]
- V belgickém filmu Het huis Anubis en de wraak van Arghus z roku 2010.

## Galerie

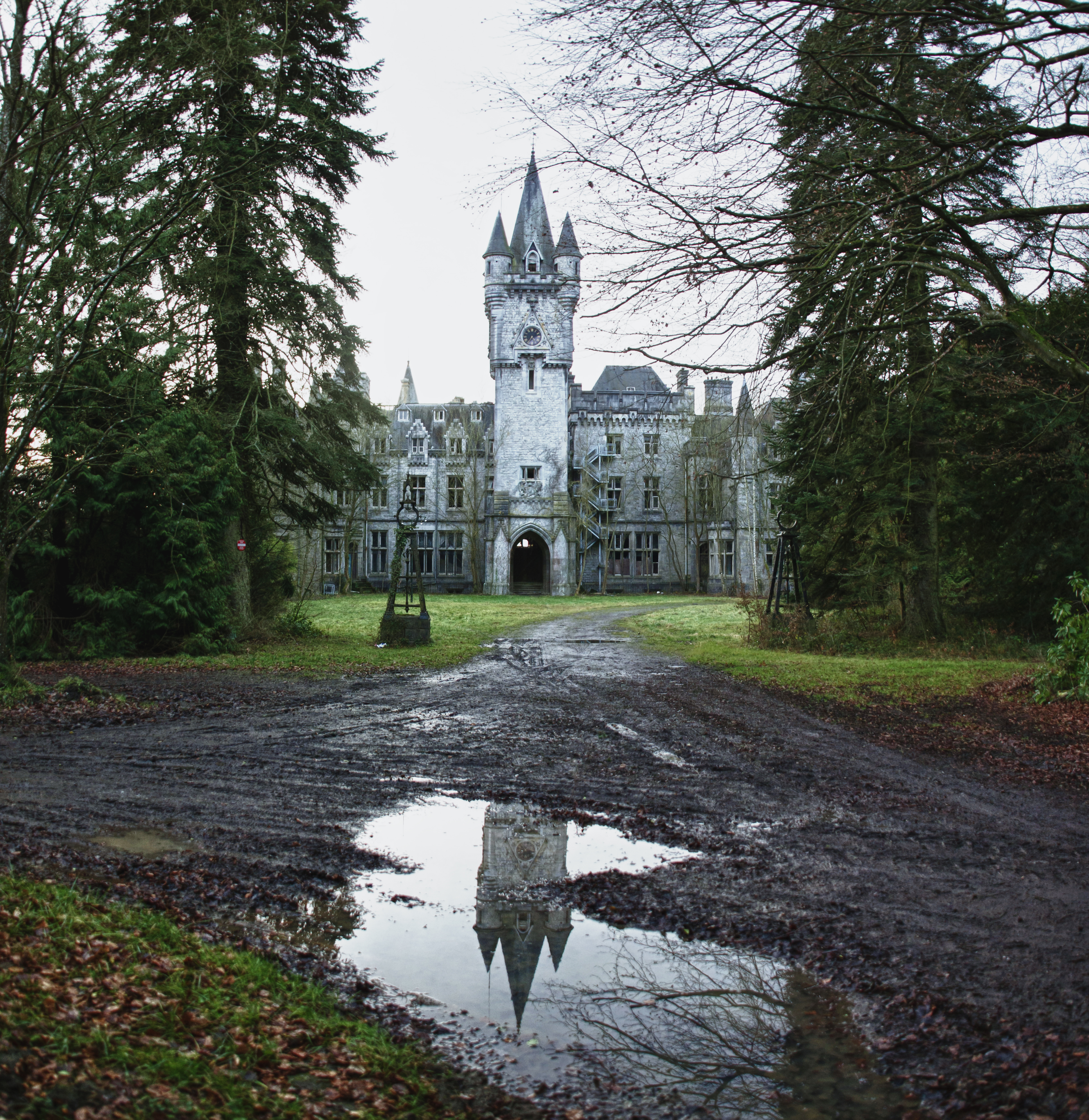
Přední strana zámku (2012)
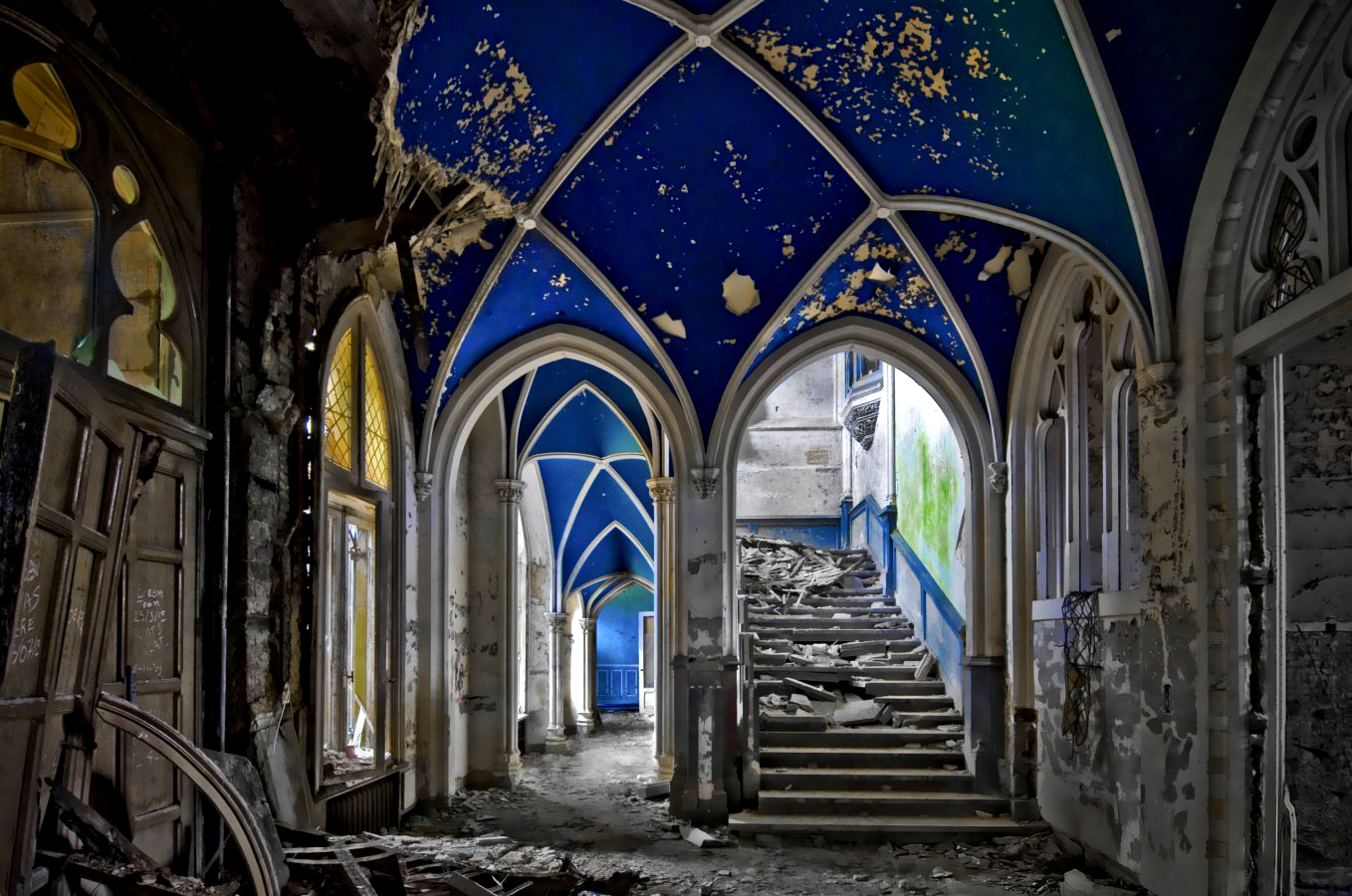
Interiér
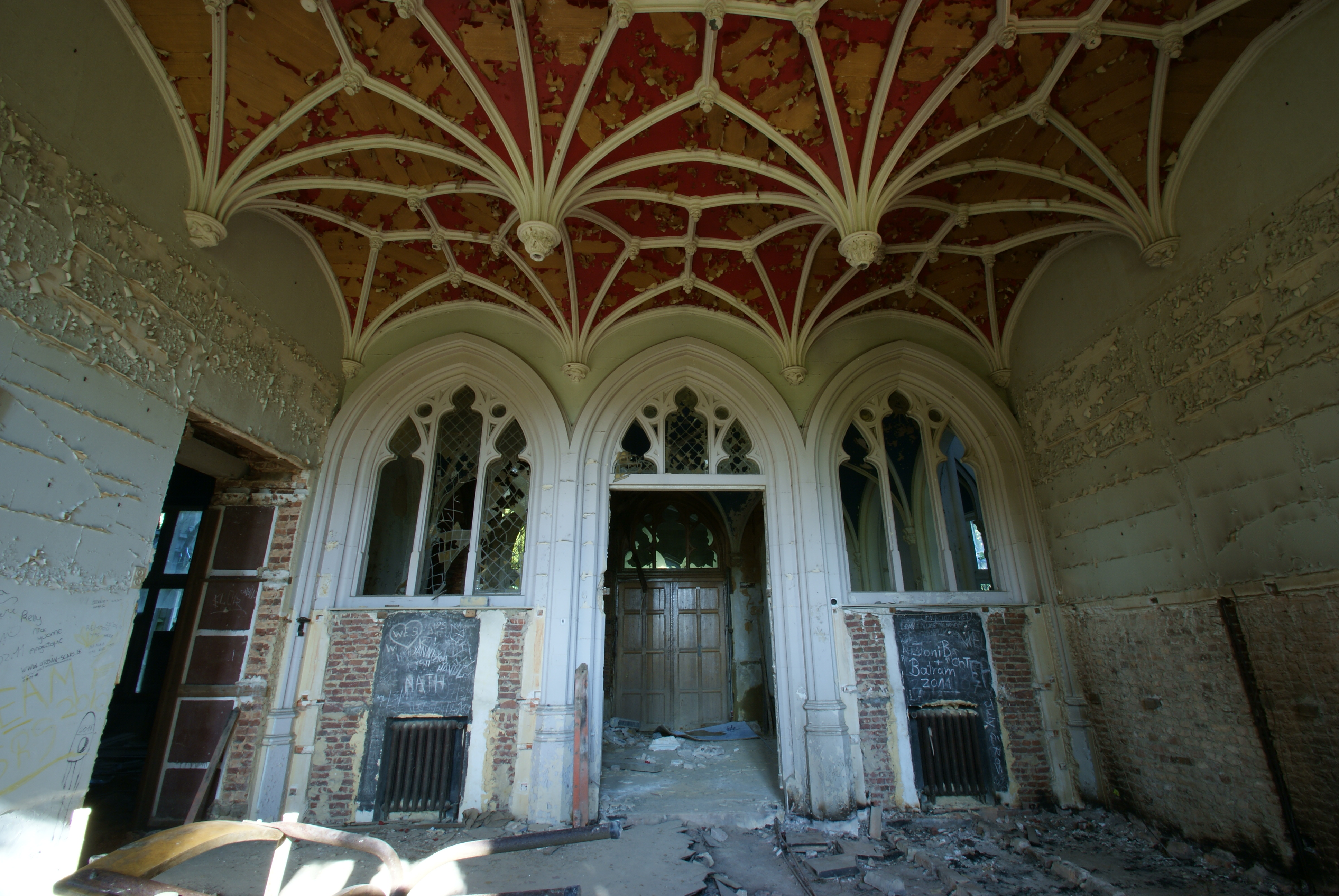
Interiér
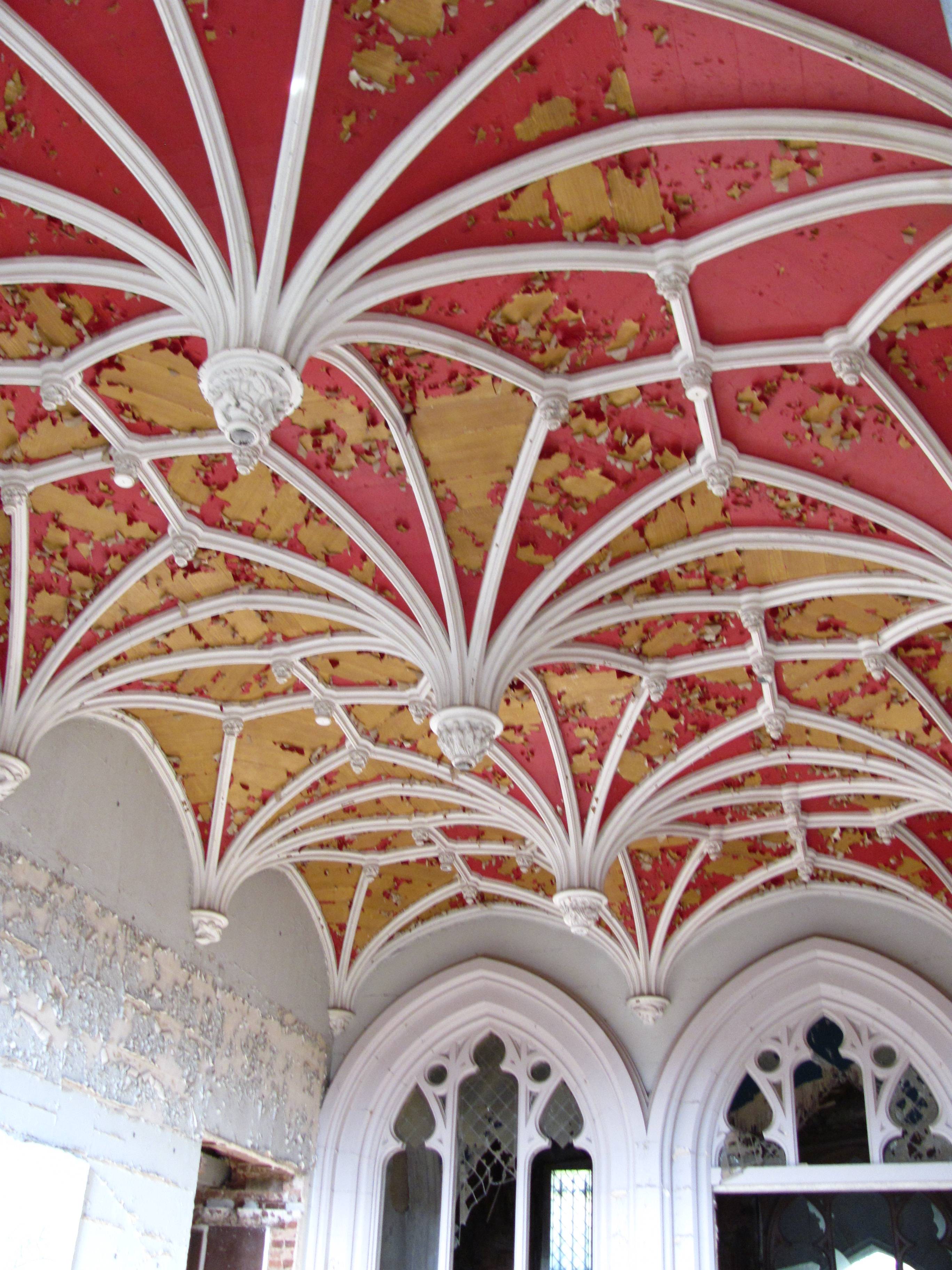
Neogotické stropy v interiéru (2014)
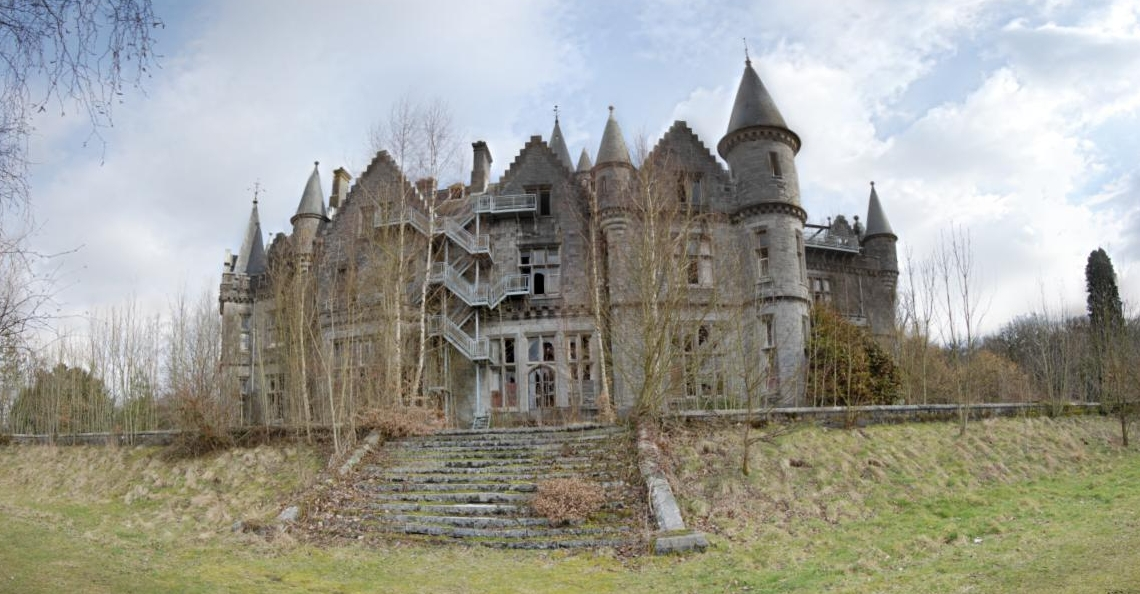
Zadní část zámku
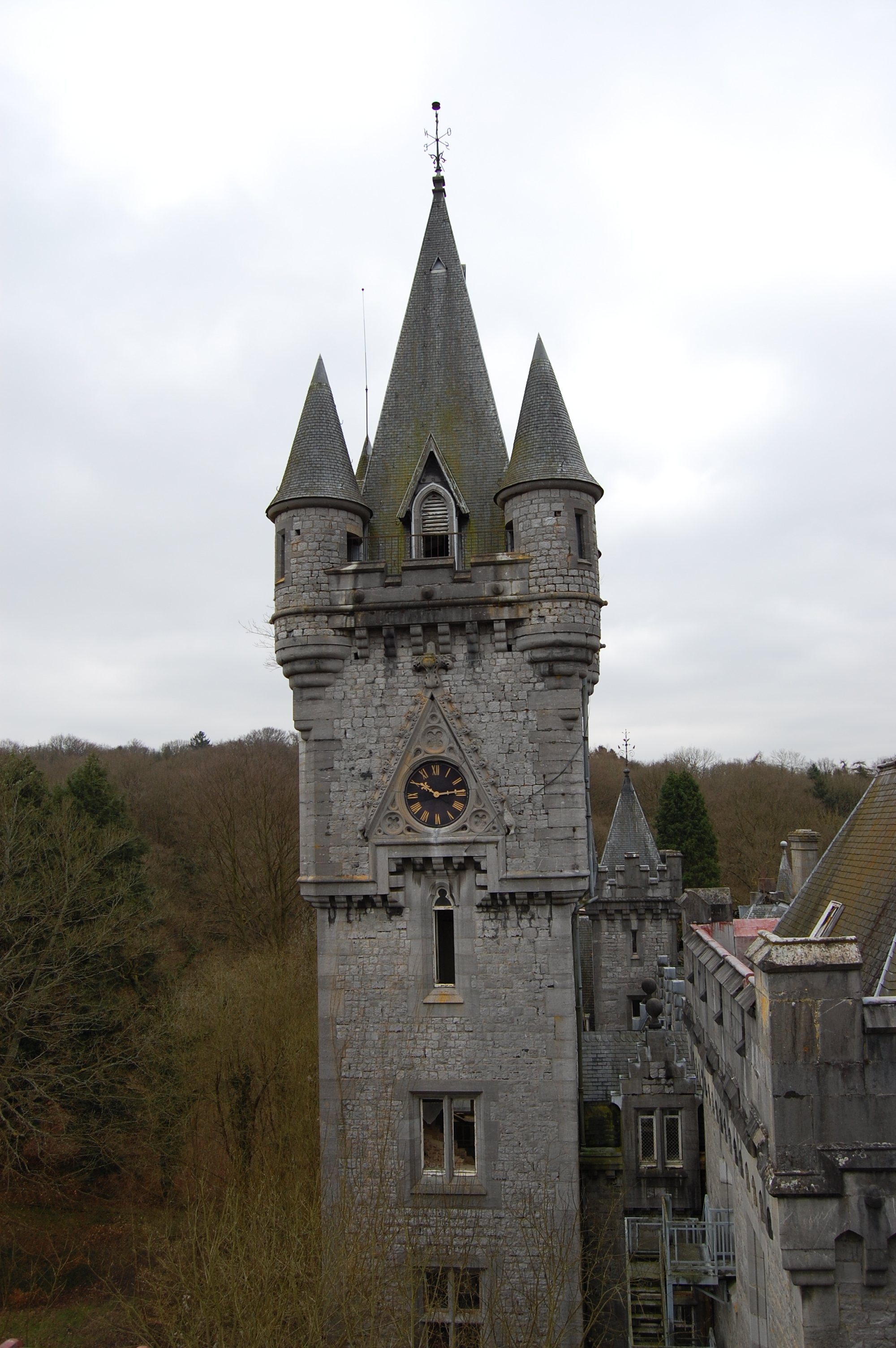
Věž s hodinami (výška: 56 m)
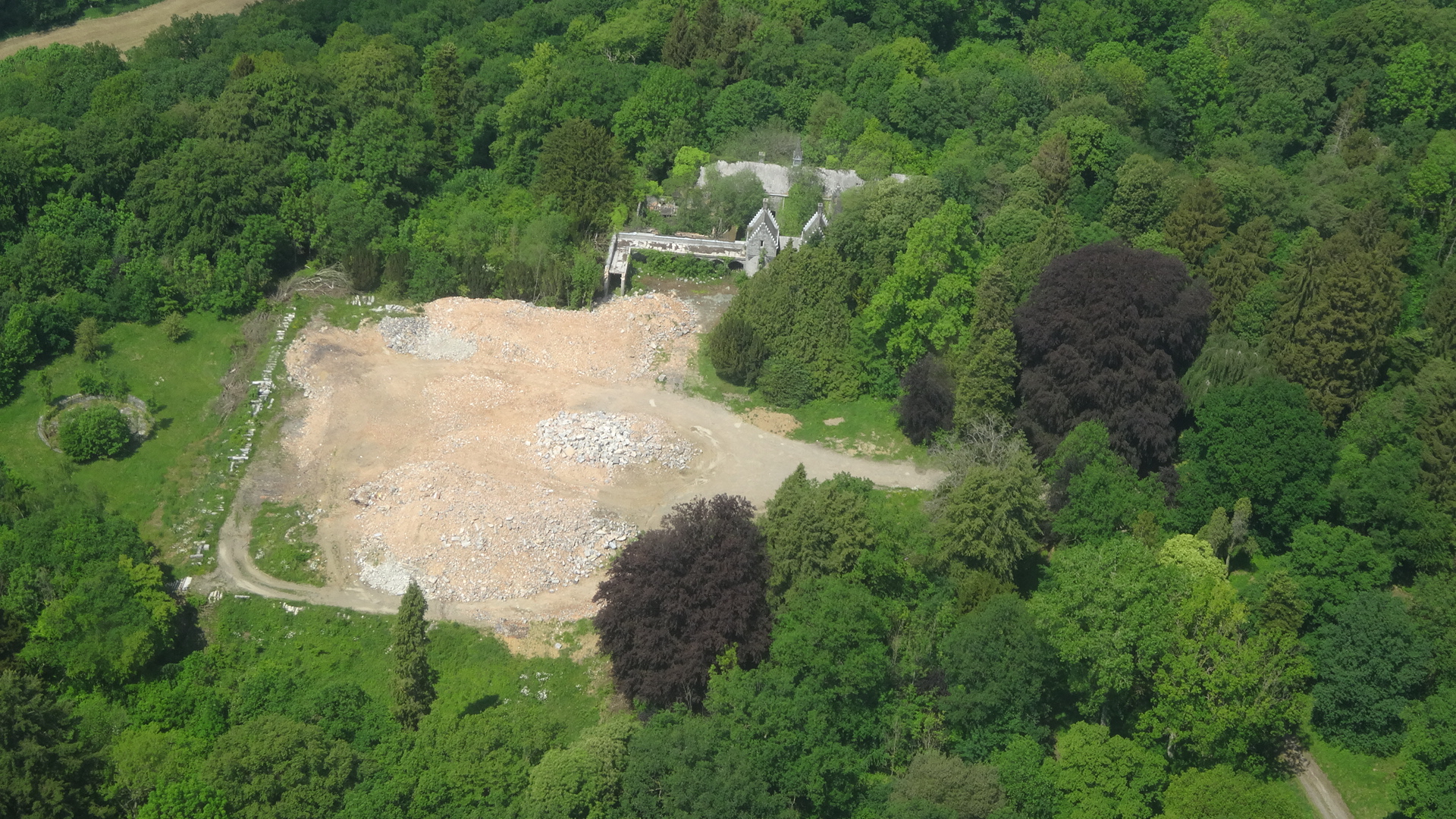
Po demolici (2018)